# Concerto per violino e orchestra n. 3 (Mozart)
Il Concerto per violino e orchestra n. 3 "Straßburg" K 216 è il terzo di cinque concerti per lo stesso strumento (K 207, K 211, K 218, K 219), attribuibili con certezza a Mozart.
La sua composizione fu terminata il 12 settembre 1775.
Si tratta di un'opera che appartiene già in parte allo stile galante, in cui le idee tematiche vengono giustapposte ma non sviluppate.
Il compositore si distacca dai modelli del rococò, affermando la propria personalità con l'inserimento di venature di malinconia.

## Struttura e analisi
1. Allegro (Sol maggiore)
2. Adagio (Re maggiore)
3. Rondò. Allegro (Sol maggiore)

L'Allegro iniziale è pieno di inventiva e di energia ed assembla vari spunti tematici. Il primo tema riprende il ritornello orchestrale simile all'aria di Aminta "Aer tranquillo e dì sereni" dall'opera Il re pastore dello stesso Mozart. Seguono altri due temi, il primo affidato ai fiati ed il secondo ai violini, che completano l'introduzione orchestrale. Solo a questo punto entra il solista che ripete il primo tema per poi introdurre materiale nuovo, impegnandosi in pezzi di bravura e reintroducendo il finale orchestrale.
Nel secondo movimento, Adagio, Mozart raggiunge momenti di grande cantabilità e commozione che ottiene sostituendo i due oboi (dal suono più squillante) con due flauti e prescrivendo agli archi l'uso della sordina. Il primo tema viene presentato dall'orchestra e quindi ripreso dal solista. Il secondo tema è introdotto dal violino per poi confluire nell'orchestra che termina il movimento soffusamente.
Il rondò finale è scritto con sezioni di diverso ritmo. Si apre con un caratteristico tema (Allegro) esposto dall'orchestra; segue un Andante dal tempo binario in cui vengono esposte due melodie, la prima è simile a una romanza mentre la seconda, dall'indicazione Allegretto, presenta un motivo di ispirazione popolare, indicato dai musicologi come un tipo di danza detta "strasburghese", da cui deriva il nome Straßburg con cui è conosciuto questo concerto. Al solista sono riservate le parti più brillanti. La conclusione del concerto è lasciata non al violino, ma al sussurro degli oboi e dei corni.